# Orry-la-Ville
Orry-la-Ville település Franciaországban, Oise megyében. Lakosainak száma 3519 fő (2022. január 1.). Orry-la-Ville Chantilly, La Chapelle-en-Serval, Coye-la-Forêt, Pontarmé és Luzarches községekkel határos.

## Népesség
A település népességének változása:
| Lakosok száma | 3408 | 3384 | 3457 | 3345 | 3337 | 3351 | 3385 | 3455 | 3519 |
|               | 2013 | 2015 | 2016 | 2017 | 2018 | 2019 | 2020 | 2021 | 2022 |